# ジェームス・C・ローズ
ジェームス・C・ローズ（英語：James C Rose、1910年（または1913年）- 1991年) は、20世紀のアメリカ合衆国が生んだランドスケープアーキテクト。造園批評家。20世紀にランドスケープデザインの新しい潮流に対して多くの作品と著作を発表し、20世紀初頭アメリカで起きたランドスケープデザインの近代運動をリードする。1938年から1939年にかけて、当時ハーバード大学で実施されていたランドスケープデザイン教育からの変革をもたらす設計手法の意欲的な一連の記事を多く残し、これが後に20世紀の設計理論や実践に影響を与えていく。

## 人物
ペンシルベニア州生まれ。5歳のときの父の死をきっかけに残された家族でニューヨークに転居する。またローズは高等学校を中退するが、コーネル大学建築学科のコースを聴講し、その後ランドスケープデザイン専攻の特待生としてハーバード大学デザイン大学院クラスに移った。ところが、ハーバードのプログラム教育が自身に合わなかった。
ハーバード在籍中、建築クラスにはドイツから着任したヴァルター・グロピウスや、英国から来たモダニズムの造園家クリストファー・タナードがいた他、クラスメートにはガレット・エクボ、ダン・カイリーがおり、彼らと慣習的な景色の理論および設計に対し反逆する。形式的な様式に合致した設計手法を拒絶、牧歌的な風景観などよりも、同時代の影響を受けた建築建物の芸術思想について着目した。ローズおよびクラスメートはランドスケープデザインにも近代芸術の動きに歩調をあわせるべく、その研究成果について幾つか記事を書くために団結。当時発行していた『ペンシルポイント』誌といった出版物を通して、進歩的な建築芸術と庭園デザインの状況に関する新たな風景理論および設計の思想を広めた。またアメリカ人としてのサバービア（郊外生活コロニー）や都市計画の国家プロジェクトに言及し、国内で生活のために無用や環境の質低下をつながるとみていた。執筆初期には創造的な庭についての、そしてまた幾つかの出版記事でサバービアおよび都市計画について執筆活動を展開する。こうして、1937年に結局除籍となった。
その間、アントニン・レーモンドが日本から帰国後に設立し、大規模公共事業に関わっていたニューヨークに根拠を置く設計事務所タトル・シーリー・プレイス・アンド・レーモンド建築技術会社に勤務。1941年ごろから、プランを決定する際に、庭が様式などよりも設計の手がかりとして適することを見出し、一方で学校に対して嫌気をさしていたにもかかわらず、その後も頻繁にランドスケープデザインおよび建築のクラスにゲスト講演者として顔を見せる。設計から調査、景観研究の確立に生涯をかけるが、1991年、癌で亡くなる。死後、自身の代表作でもあるリッジウッドの家を寄付した。
レーモンド社に雇われている間、学生だったローズの最初の仕事の1つに、30,000人を収容するニュージャージーのキャンプ・ケラー地域基本設計があったが、この経験でローズは庭が人間との親密な関係を取りもつことに焦点をあて、建築設計にも援用し、また屋内および屋外スペースの融合を図っていく。
作品では禅仏教の影響を受けた日本の庭に対して非常に影響を受けたものが多い。第二次世界大戦中にローズは沖縄に駐留滞在、そのとき建設現場の廃材スクラップ材で自邸の構想模型を作り、1946年に『AmericanHome』誌に発表している。
その後も何度か日本を訪問し、生涯において日本の庭への関心が向けられる。設計は常に即興的であったが、別のものへ収斂し、絶えず変形形態の段階をみた。風景も建築も設計に共通理論を適用した例として、自邸リッジウッドがいかにあったかを常に文書化して設計理論を明確に提示したが、後期の実績はそのリッジウッドの家を除き、あまり論考がなされていない。 
彼が作成した設計では設計理論はすばらしくそして意味深長であったが、彼が書いた多くの記事や書物の方が、現代主義の動きのための触媒となってランドスケープデザインの世界に影響を及ぼし、さらに一般市民へと広がるなど、ランドスケープデザインへの影響を強めていった。

## 著作の文
- 庭園の自由 / ジェームズ・C.ローズ著
- 植物が庭園形態を決める / ジェームズ・C.ローズ著
- ランドスケープデザインの形態言語 / ジェームズ・C.ローズ著
- なにゆえ科学を試みないのか / ジェームズ・C.ローズ著
- 都市のランドスケープデザイン / ガレット・エクボ,ダニエル・U.カイリーと共著

これらの文については現在、マーク・トライブ編著　三谷徹訳、モダンランドスケープアーキテクチュア、鹿島出版会、2007年で日本語訳を読むことができる。